# Islandia na Zimowych Igrzyskach Olimpijskich 1960
Islandię na Zimowych Igrzyskach Olimpijskich 1960 w Squaw Valley (Stany Zjednoczone) reprezentowało 4 zawodników, którzy wystartowali w 2 dyscyplinach.
Był to czwarty start Islandii na zimowych igrzyskach olimpijskich.

## Wyniki

### Narciarstwo alpejskie
Mężczyźni
| Zawodnik              | Konkurencja   | Zjazd 1 | Zjazd 1 | Zjazd 2 | Zjazd 2 | Łączny wynik | Łączny wynik |
| Zawodnik              | Konkurencja   | Czas    | Poz.    | Czas    | Poz.    | Czas         | Poz.         |
| --------------------- | ------------- | ------- | ------- | ------- | ------- | ------------ | ------------ |
| Eysteinn Þórðarson    | Zjazd         |         |         |         |         | 2:26.2       | 37           |
| Kristinn Benediktsson | Zjazd         |         |         |         |         | 2:26.0       | 36           |
| Jóhann Vilbergsson    | Zjazd         |         |         |         |         | 2:24.6       | 33           |
| Jóhann Vilbergsson    | Slalom gigant |         |         |         |         | DSQ          | –            |
| Kristinn Benediktsson | Slalom gigant |         |         |         |         | 2:06.1       | 34           |
| Eysteinn Þórðarson    | Slalom gigant |         |         |         |         | 1:59.1       | 27           |
| Jóhann Vilbergsson    | Slalom        | 1:25.7  | 39      | DSQ     | –       | DSQ          | –            |
| Kristinn Benediktsson | Slalom        | 1:24.1  | 36      | 1:13.0  | 23      | 2:37.1       | 23           |
| Eysteinn Þórðarson    | Slalom        | 1:17.0  | 19      | 1:07.9  | 17      | 2:24.9       | 17           |

### Skoki narciarskie
| Zawodnik                | Konkurencja       | Skok 1 | Skok 1 | Skok 1 | Skok 2 | Skok 2 | Skok 2 | Wynik | Wynik |
| Zawodnik                | Konkurencja       | Odl.   | Pkt.   | Poz.   | Odl.   | Pkt.   | Poz.   | Pkt.  | Poz.  |
| ----------------------- | ----------------- | ------ | ------ | ------ | ------ | ------ | ------ | ----- | ----- |
| Skarphéðinn Guðmundsson | Skocznia normalna | 64.0   | 73.0   | 43     | 64.0   | 82.7   | 41     | 155.7 | 43    |